# Палаццо-Сан-Джервазио
Палаццо-Сан-Джервазио (итал. Palazzo San Gervasio) — коммуна в Италии, расположена в регионе Базиликата, подчиняется административному центру Потенца.
Население составляет 5188 человек, плотность населения составляет 84 чел./км². Занимает площадь 62 км². Почтовый индекс — 85026. Телефонный код — 0972.
Покровителем населённого пункта считается Антоний Падуанский. Праздник ежегодно празднуется 13 июня.